# Subúrbio do Rio de Janeiro

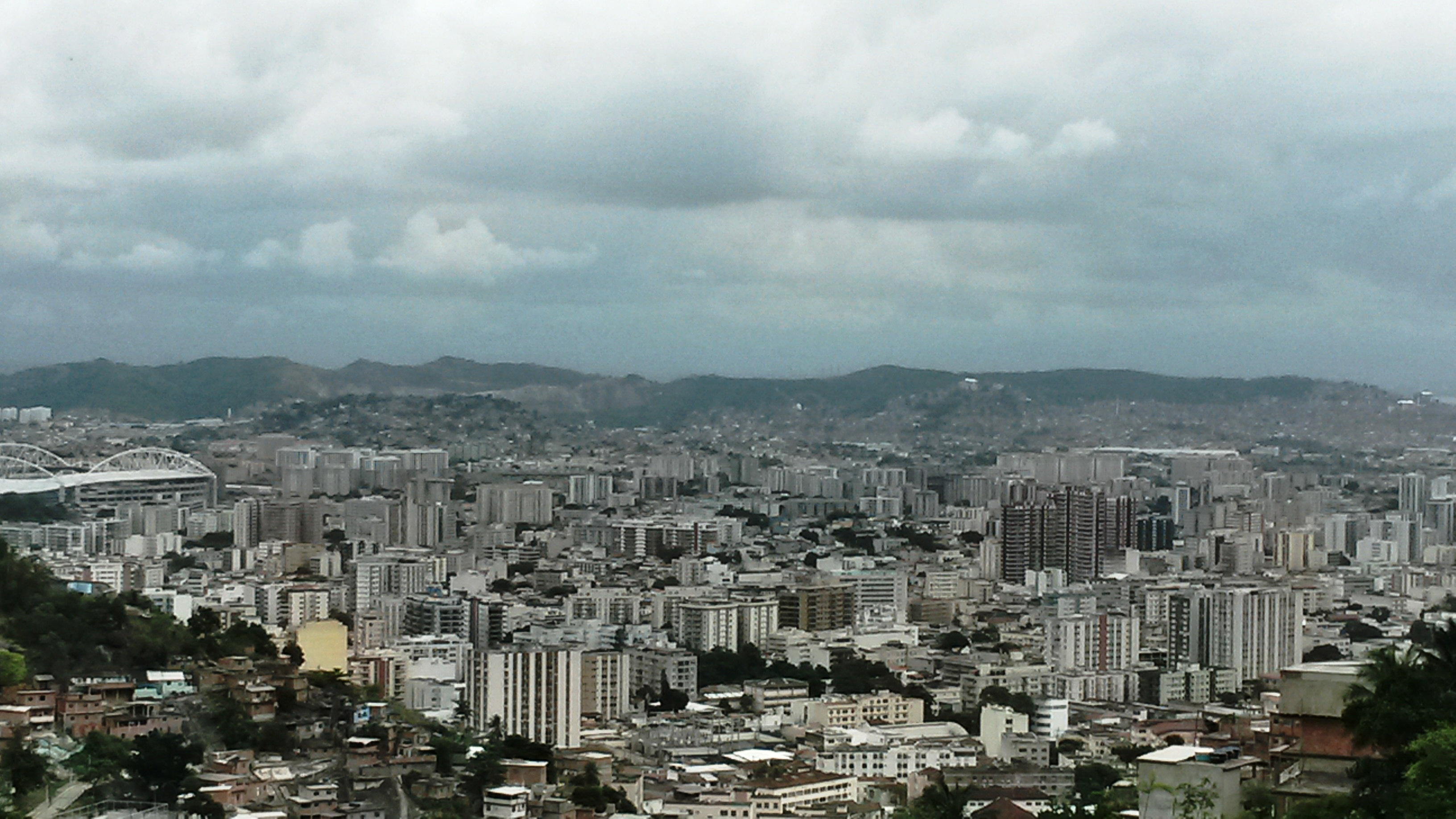
Zona Norte do Rio de Janeiro, incluindo o Estadio Engenhão e as estações do Teleférico do Alemão ao fundo.

O Subúrbio do Rio de Janeiro ou Subúrbio Carioca é uma área histórica e geográfica da cidade do Rio de Janeiro, coberta pelos bairros distantes do Centro da cidade, isto é, bairros que não são vizinhos ao Centro e distantes da região central da cidade, localizada na Zona Norte e Zona Oeste do município.

## História
Inicialmente Subúrbio Carioca era associado a qualquer região que não fosse a área central da cidade. A chegada da tecnologia dos bondes favoreceu a construção de bairros mais afastados do centro, mas foi com as reformas de Pereira Passos e com o advento da linha férrea que o termo "subúrbio" ganhou um significado pejorativo. Até a reforma Pereira Passos, a terminologia "subúrbio carioca" fazia menção a bairros como Botafogo, Flamengo, Copacabana, além de incluir territórios que hoje são cidades da região metropolitana do estado do Rio de Janeiro, como por exemplo Maxambomba, onde se formou o município que hoje se chama Nova Iguaçu. Por volta dos anos 1950, se consolidou na cidade o topônimo Zona Sul, que por sua vez segrega a região hoje conhecida como Zona Sul dos subúrbios do Rio de Janeiro, construindo sobre esta uma série de valores culturais e sociais de modernidade, transformando a ideia de Subúrbio em um lugar mais antiquado da cidade para se morar e viver. O dito "Subúrbio Carioca" é composto de bairros com uma população de classe média alta a média-baixa e baixa, porém com uma grande importância histórica, por exemplo, Madureira é conhecido por ser o berço do samba e da boemia, as escolas de samba Portela e Império Serrano se localizam nesse bairro. Já Marechal Hermes é conhecido por ser o primeiro bairro operário do Brasil, fundado mais precisamente em 1914. Campo dos Afonsos se destaca por sua vocação a aviação, berço da viação e uma das principais aglomerações da aeronáutica no Brasil. Já Bangu se destaca por ser o bairro mais quente do Rio de Janeiro, tendo seu desenvolvimento a partir de uma fábrica de tecidos chamada "Fábrica Bangu". Campo Grande, atualmente o bairro mais populoso do município, é um dos poucos locais do subúrbio a ter um melhor desenvolvimento, superior aos demais bairros, principalmente no setor imobiliário.

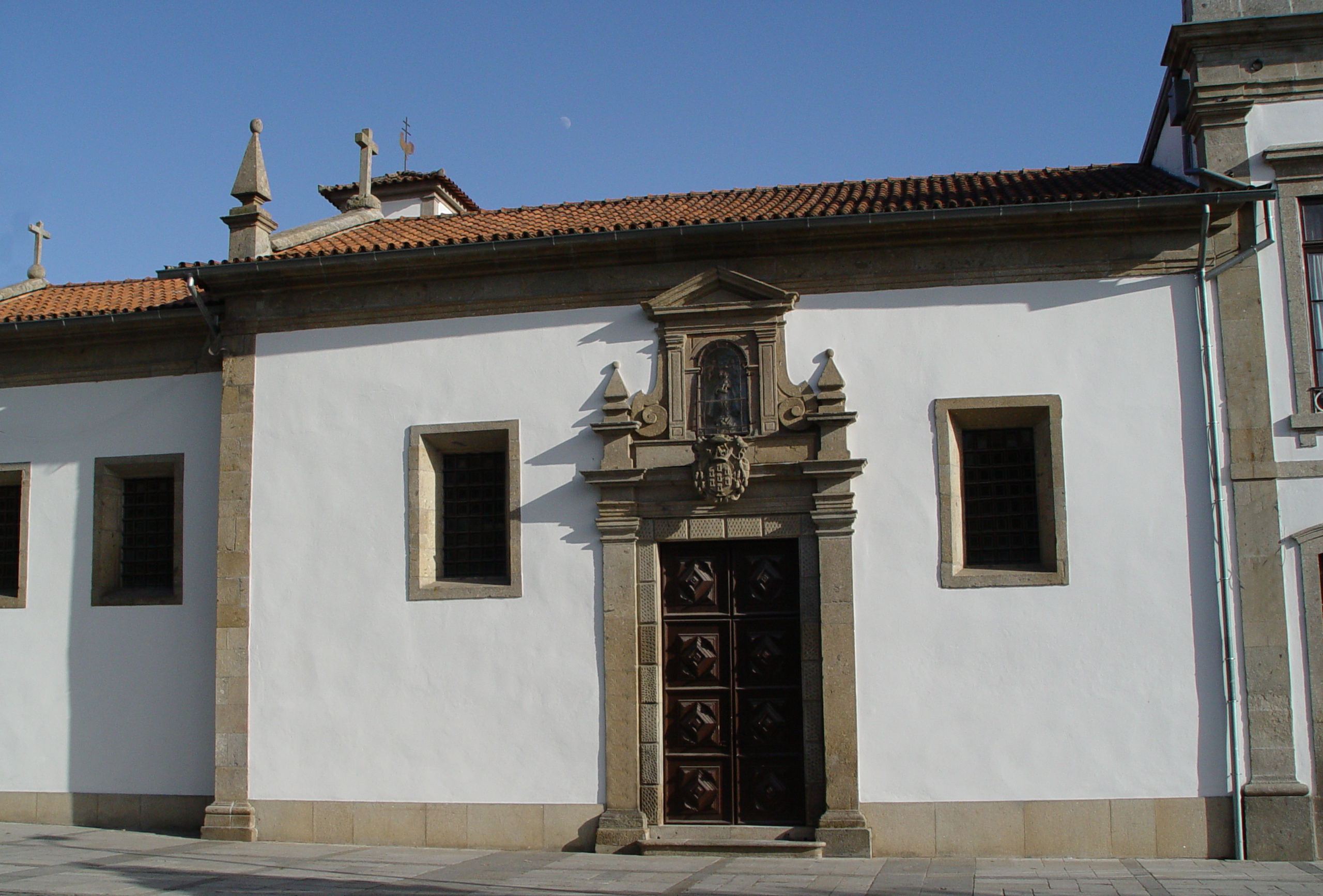
igreja em Campo Grande

## Geografia
Os bairros constituintes dessa região são: Andaraí, Abolição, Água Santa, Acari, Anil, Anchieta, Barros Filho, Benfica, Bonsucesso, Bangu, Cachambi, Cascadura, Campinho, Cordovil, Cidade de Deus, Cosmos, Coelho Neto, Colégio, Complexo do Alemão, Costa Barros, Curicica, Del Castilho, Deodoro, Encantado, Engenho Novo, Engenho de Dentro, Engenho da Rainha, Engenheiro Leal, Guadalupe, Guaratiba, Gardênia Azul, Rio das Pedras, Gericinó, Higienópolis, Honório Gurgel, Irajá, Inhaúma, Inhoaíba, Jacaré, Jacarezinho, Jardim América, Lins de Vasconcelos, Madureira, Manguinhos, Complexo da Maré, Marechal Hermes, Maracanã, Méier, Pavuna, Bento Ribeiro, Vasco da Gama, Paciência, Padre Miguel, Parada de Lucas, Piedade, Pilares, Oswaldo Cruz, Ilha do Governador, Penha, Penha Circular, Parque Colúmbia, Parque Anchieta, Riachuelo, Ricardo de Albuquerque, Realengo, Campo dos Afonsos, Jardim Sulacap, Mangueira, São Cristóvão, Turiaçu, Tijuca, Vila Isabel, Vila Militar, Vila Valqueire, Vila Kosmos, Rocha, Rocha Miranda, Sampaio, Praça Seca, Santa Cruz, São Francisco Xavier, Santíssimo, Olaria, Ramos, Sepetiba, Senador Camará, Senador Vasconcelos, Magalhães Bastos, Vaz Lobo, Vicente de Carvalho, Vila Kennedy, Maria da Graça, Vigário Geral, Vila da Penha, Todos os Santos, Cavalcanti, Quintino Bocaiúva, Tanque,Grajaú, Vista Alegre, Jacarepaguá, Itanhangá, Freguesia de Jacarepaguá, Taquara, Pechincha e Alto da Boa Vista, , excluindo o Centro e os bairros da Zona Sul. Bairros da Zona Oeste carioca, porém banhados pelo Oceano Atlântico como Barra da Tijuca, Recreio dos Bandeirantes, Joá, e Barra de Guaratiba também são considerados bairros suburbanos por estarem afastados do centro.

## Cultura
Os Subúrbios Cariocas são um grande polo de cultura da cidade. Inúmeras referências na música popular nasceram e cresceram se identificando como suburbanos. A região concentra o maior número de escolas de samba da cidade. Dos subúrbios vieram grandes artistas como Paulo da Portela, Almir Guineto, Pixinguinha, Clementina de Jesus, entre outros. Nos subúrbios Cariocas encontramos também importantes centros de cultura como a Casa do Jongo da Serrinha, o Cacique de Ramos, lonas culturais e o Museu da Maré. Os subúrbios também foram por décadas, uma grande concentração de cinemas de rua da cidade com ícones da arquitetura como o Cine Vaz Lobo, o Metro-Tijuca, o Cine Guaraci em Rocha Miranda, o Cine Olaria.